# Acacia subcaerulea
Acacia subcaerulea är en ärtväxtart som beskrevs av John Lindley. Acacia subcaerulea ingår i släktet akacior, och familjen ärtväxter. Inga underarter finns listade i Catalogue of Life.